# Динозаврики
«Динозаврики» (англ. Dinobabies) — дитячий анімаційний серіал про шістьох динозавриків, які розповідають різні історії. На території України мультсеріал транслював канал 1+1.

## Герої
- Трумен — блакитного кольору, в окулярах. Є основним оповідачем казок.
- Франклін — бузкового кольору. Старший брат Маршала.
- Маршал — наймолодший динозаврик. Ходить у підгузку. Молодший брат Франкліна.
- Лабреа — єдина дівчинка-динозаврик, бузкового кольору, з кісткою у волоссі. Любить усіх повчати.
- Стенлі — динозаврик зеленого кольору з помаранчевими плямами. Найвеселіший серед усіх.
- Дак — птеродактиль сірого кольору. В більшості казок є негативним персонажем.